# Pfarrhaus (Fridolfing)

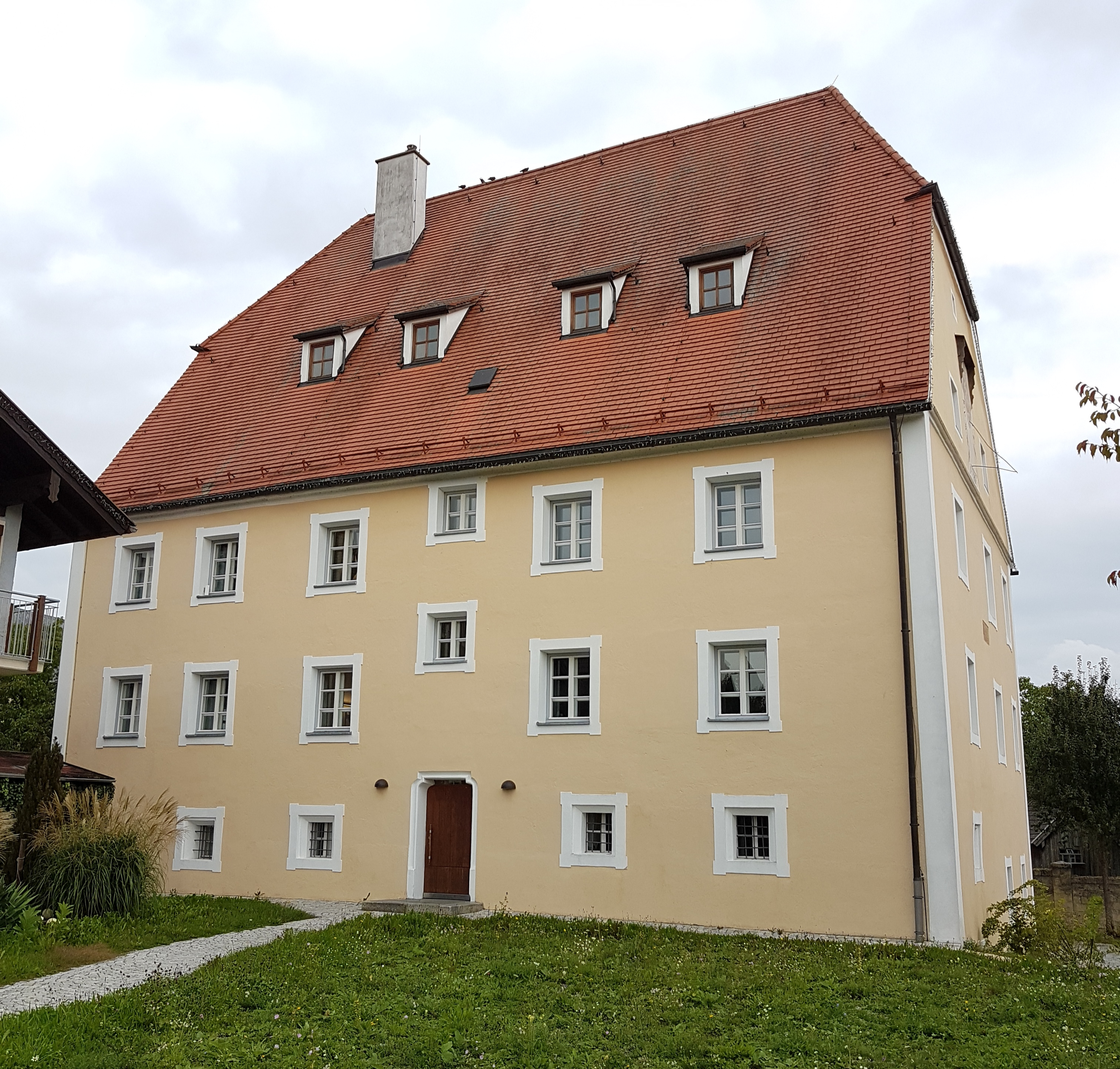
Ehemaliges Pfarrhaus in Fridolfing

Das Pfarrhaus in Fridolfing, einer Gemeinde im oberbayerischen Landkreis Traunstein, wurde im 15. Jahrhundert errichtet. Das ehemalige Pfarrhaus an der Hadrianstraße 28, südlich der katholischen Pfarrkirche Mariä Himmelfahrt gelegen, ist ein geschütztes Baudenkmal.

## Geschichte
Der dreigeschossige spätgotische Bau mit Schopfwalmdach wurde laut zwei Inschrifttafeln von 1484 bis 1493 in zwei Phasen errichtet. Während der Barockzeit erfolgte die Erneuerung der Fassade und die Stuckierung verschiedener Decken. Um 1849 wurde die Dachkonstruktion verändert und die Schopfwalme neu gestaltet. In dieser Zeit entstand vermutlich auch das Deckengemälde im heutigen Zimmer des Bürgermeisters. Nach dem Kauf des Gebäudes durch die Gemeinde Fridolfing im Jahr 1993 wurde die spätgotische ockerfarbene Quadermalerei nach Befund rekonstruiert. Im Inneren wurde die noch vorhandene historische Ausstattung wie Türen, Bodenbeläge und Decken erhalten.
Das ehemalige Pfarrhaus wird seit 1998 als Rathaus genutzt.